# Nesozineus lineolatus
Nesozineus lineolatus là một loài bọ cánh cứng trong họ Cerambycidae.